# Вязьмино (Саратовская область)
Вязьмино — село в Петровском районе Саратовской области России. Входит в состав Синеньского муниципального образования. Основано в 1787 году.

## География
Село находится в северной части Саратовского Правобережья, в пределах Приволжской возвышенности, в лесостепной зоне, на левом берегу реки Медведицы, вблизи места впадения в неё реки Таволжанки, на расстоянии примерно 17 километров (по прямой) к востоку-юго-востоку (ESE) от города Петровска. Абсолютная высота — 187 метров над уровнем моря.
Климат
Климат характеризуется как умеренно континентальный с холодной малоснежной зимой и сухим жарким летом. Среднегодовая температура воздуха — 4,2 — 4,4 °C. Средняя многолетняя температура самого холодного месяца (января) составляет −21,1 — −13,2 °С (абсолютный минимум — −46 °С), температура самого тёплого (июля) — 20,3 — 20,8 °С (абсолютный максимум — 39 °С). Средняя продолжительность безморозного периода 127—143 дня. Среднегодовое количество атмосферных осадков — 431—500 мм, из которых 282—300 мм выпадает в период с апреля по октябрь. Снежный покров держится в среднем 134—142 дня в году.
Часовой пояс
Село Вязьмино, как и вся Саратовская область, находится в часовой зоне МСК+1. Смещение применяемого времени относительно UTC составляет +4:00.

## Население
| 2002 | 2010 |
| ---- | ---- |
| 283  | ↘264 |

Половой состав
По данным Всероссийской переписи населения 2010 года в половой структуре населения мужчины составляли 49,6 %, женщины — соответственно 50,4 %.
Национальный состав
Согласно результатам переписи 2002 года, в национальной структуре населения русские составляли 92 % из 283 чел.